# Oreocarya mensana
Oreocarya mensana är en strävbladig växtart som beskrevs av Edwin Blake Payson. Oreocarya mensana ingår i släktet Oreocarya och familjen strävbladiga växter. Inga underarter finns listade i Catalogue of Life.